# Ramiro Blas
Ramiro Blas (Mar del Plata, 27 settembre 1966) è un attore argentino.

## Biografia
Ramiro è conosciuto principalmente per alcuni film come Sólo un ángel nel ruolo di Eduardo Burone e Sin retorno nel ruolo di Carmona, ma anche per alcuni ruoli in televisione come quello di Diego Ayala nella soap Il segreto e El don de alba nel ruolo dell'uomo senza volto.
È noto in particolare per l'interpretazione del dottor Sandoval nella serie TV spagnola Vis a vis.

## Filmografia

### Cinema
- Héroes y demonios (1999)
- Pasajero 10542 (2002)
- Sólo un ángel (2005)
- Nevar en Buenos Aires (2007)
- Sin retorno (2010)
- Bajo la rosa (2017)

### Televisione
- Los medicos (de hoy) (2000)
- Franco Buenaventura, el profe (2002)
- El precio del poder (2002)
- Soy gitano (2003)
- Resistiré (2003)
- Culpable de este amor (2004)
- Sálvame María (2005)
- El comisario (2007)
- Los hombres de Paco (2008)
- Sin senos no hay paraíso (2008)
- Hospital Central (2009)
- Gavilanes (2010)
- Fisica o chimica (Física o Química) (2010)
- La fuga (2012)
- El barco (2012)
- Il segreto (El secreto de Puente Viejo) (2012)
- El don de alba (2012-2013)
- Vis a Vis (Vis a vis) (2015-2019)
- Golpe al corazón (2017)
- Vis a vis - L'Oasis (Vis a vis: El oasis) – serie TV, episodio 1x04-1x07 (2020)
- El silencio (2023)
- El Internado: Las Cumbres (2021-in corso)